# Radio Universidad (Universidad Nacional de Rosario)
Radio Universidad, también conocida como Radio UNR, es una radioemisora argentina con sede en la ciudad de Rosario (Provincia de Santa Fe) y perteneciente a la Universidad Nacional de Rosario. La radio realiza sus transmisiones en la frecuencia 103.3 MHz de la frecuencia modulada.
La emisora funciona en la planta alta del edificio ubicado en Urquiza 2050, donde funcionaba el antiguo comedor universitario. Cuenta con un estudio principal amplio desde donde se transmite toda la programación y con un estudio de grabación más pequeño con controles totalmente independientes del primero.
Considerada como la radio universitaria más famosa del país, FM Radio Universidad fue creada en 1994 y tiene un fuerte enfoque en programas que cubren noticias nacionales e internacionales y temas de discusión política y cultural actuales, así como extensos segmentos musicales de AOR (Album Oriented Rock/Radio), sobre todo durante la noche o madrugada y los fines de semana.

## Características
La programación de la radio está conformada por noticieros, programas culturales y musicales . Los noticieros son de ideología independiente, en donde se destaca la opinión de especialistas del área de la Universidad Nacional de Rosario, buscando dar una mirada más profunda a las noticias que acontecen en el transcurso del día.
Los programas culturales integrados la grilla se difunden las distintas actividades artísticas de la ciudad de Rosario y del país, privilegiando a las que están por fuera del circuito comercial.
El área musical abarca programas especializados en los diversos géneros y se preocupa de destacar la producción que se genera a lo largo de toda la Argentina.
En el ámbito universitario la radio mantiene un canal de comunicación con las facultades de la universidad, ligado a la difusión de actividades, el contacto con profesionales como entrevistados y columnistas además de la generación de producciones en común, donde las unidades académicas difunden su conocimiento y la radio se ocupa de dar forma al producto que será transmitido finalmente.
Desde el 1 de enero de 2022 la Dirección de la emisora recae en el Licenciado Lucas Del Chierico, histórico productor de radio y Docente de la Cátedra de Producción Radiofónica de la Carrera de Comunicación Social de la UNR.